# Буасс, Эрик
Эрик Буасс (фр. Érik Boisse, р.14 марта 1980) — французский фехтовальщик-шпажист, трёхкратный чемпион мира, чемпион Европы и Олимпийских игр в командных турнирах. Сын олимпийского чемпиона Филиппа Буасса.

## Биография
Родился в 1980 году в Клиши-ла-Гаренн. В 2001 году стал бронзовым призёром чемпионата Европы. В 2002 году стал чемпионом Европы. В 2004 году стал чемпионом Олимпийских играх в Афинах. В 2005 и 2006 годах становился чемпионом мира. В 2007 году стал обладателем золотой и серебряной медалей чемпионата мира, а также бронзовой медали чемпионата Европы. 

## Награды и звания
24 сентября 2014 года было присвоено звание кавалера ордена Почётного легиона.